# Cabinet Söder II
Pour les articles homonymes, voir Cabinet Söder.
État libre de Bavière
Söder I Söder III
Le cabinet Söder II (en allemand : Kabinett Söder II) est le gouvernement de l'État libre de Bavière entre le 12 novembre 2018 et le 8 novembre 2023, durant la 18e législature du Landtag.

## Historique du mandat
Dirigé par le ministre-président chrétien-démocrate sortant Markus Söder, ce gouvernement est constitué et soutenu par une « coalition bavaroise » entre l'Union chrétienne-sociale en Bavière (CSU) et les Électeurs libres (FW). Ensemble, ils disposent de 112 députés sur 205, soit 54,6 % des sièges du Landtag.
Il est formé à la suite des élections régionales du 14 octobre 2018.
Il succède donc au cabinet Söder I, constitué et soutenu par la seule CSU.
Au cours du scrutin parlementaire, la CSU réalise son plus mauvais résultat depuis les élections de 1950. Avec 37 % des voix, il perd la confortable majorité absolue dont il disposait sous la précédente législature, mais elle reste de loin le premier parti du Landtag avec 20 points d'avance sur les Grünen, arrivés deuxièmes.
Söder entreprend alors de négocier la constitution d'une alliance avec les FW, formation libérale-conservatrice et régionaliste entrée dix ans plus tôt à l'assemblée parlementaire régionale mais qui n'a jamais participé au gouvernement.
Le 5 novembre, la vice-ministre-présidente Ilse Aigner est élue présidente du Landtag. Markus Söder est investi le lendemain pour un second mandat avec 110 voix sur 204. Il constitue son nouveau cabinet le 12 novembre, dans lequel le président régional des Électeurs libres Hubert Aiwanger est vice-ministre-président et ministre de l'Économie.

## Composition

### Initiale (6 novembre 2018)
- Par rapport au cabinet Söder I, les nouveaux ministres sont indiqués en gras, ceux ayant changé d'attribution le sont en italique.

| Poste                                                                                     | Titulaire | Titulaire                                                                      | Parti |
| ----------------------------------------------------------------------------------------- | --------- | ------------------------------------------------------------------------------ | ----- |
| Ministre-président                                                                        |           | Markus Söder                                                                   | CSU   |
| Vice-ministre-président Ministre de l'Économie, du Développement régional et de l'Énergie |           | Hubert Aiwanger                                                                | FW    |
| Vice-ministre-président Ministre de l'Intérieur, des Sports et de l'Intégration           |           | Joachim Herrmann                                                               | CSU   |
| Ministre du Logement, des Travaux publics et des Transports                               |           | Hans Reichhart (jusqu'au 01/02/2020) Kerstin Schreyer (à partir du 06/02/2020) | CSU   |
| Ministre de la Justice                                                                    |           | Georg Eisenreich                                                               | CSU   |
| Ministre de l'Enseignement et de l'Éducation                                              |           | Michael Piazolo                                                                | FW    |
| Ministre de la Science et de la Culture                                                   |           | Bernd Sibler                                                                   | CSU   |
| Ministre des Finances et de la Patrie                                                     |           | Albert Füracker                                                                | CSU   |
| Ministre de l'Environnement et de la Protection des consommateurs                         |           | Thorsten Glauber                                                               | FW    |
| Ministre de l'Alimentation, de l'Agriculture et des Forêts                                |           | Michaela Kaniber                                                               | CSU   |
| Ministre de la Famille, du Travail et des Affaires sociales                               |           | Kerstin Schreyer (jusqu'au 06/02/2020) Carolina Trautner                       | CSU   |
| Ministre de la Santé et des Soins                                                         |           | Melanie Huml (jusqu'au 10/1/2021) Klaus Holetschek (à partir du 11/01/2021)    | CSU   |
| Ministre des Affaires européennes et internationales                                      |           | Melanie Huml (à partir du 11/01/2021)                                          | CSU   |
| Ministre du Numérique                                                                     |           | Judith Gerlach                                                                 | CSU   |
| Ministre des Affaires fédérales et des Médias Directeur de la chancellerie                |           | Florian Herrmann                                                               | CSU   |

### Remaniement du 23 février 2022
- Par rapport au cabinet Söder I, les nouveaux ministres sont indiqués en gras, ceux ayant changé d'attribution le sont en italique.

| Poste                                                                                     | Titulaire | Titulaire            | Parti |
| ----------------------------------------------------------------------------------------- | --------- | -------------------- | ----- |
| Ministre-président                                                                        |           | Markus Söder         | CSU   |
| Vice-ministre-président Ministre de l'Économie, du Développement régional et de l'Énergie |           | Hubert Aiwanger      | FW    |
| Vice-ministre-président Ministre de l'Intérieur, des Sports et de l'Intégration           |           | Joachim Herrmann     | CSU   |
| Ministre du Logement, des Travaux publics et des Transports                               |           | Christian Bernreiter | CSU   |
| Ministre de la Justice                                                                    |           | Georg Eisenreich     | CSU   |
| Ministre de l'Enseignement et de l'Éducation                                              |           | Michael Piazolo      | FW    |
| Ministre de la Science et de la Culture                                                   |           | Markus Blume         | CSU   |
| Ministre des Finances et de la Patrie                                                     |           | Albert Füracker      | CSU   |
| Ministre de l'Environnement et de la Protection des consommateurs                         |           | Thorsten Glauber     | FW    |
| Ministre de l'Alimentation, de l'Agriculture et des Forêts                                |           | Michaela Kaniber     | CSU   |
| Ministre de la Famille, du Travail et des Affaires sociales                               |           | Ulrike Scharf        | CSU   |
| Ministre de la Santé et des Soins                                                         |           | Klaus Holetschek     | CSU   |
| Ministre des Affaires européennes et internationales                                      |           | Melanie Huml         | CSU   |
| Ministre du Numérique                                                                     |           | Judith Gerlach       | CSU   |
| Ministre des Affaires fédérales et des Médias Directeur de la chancellerie                |           | Florian Herrmann     | CSU   |